# The Spacelords
The Spacelords sind eine deutsche Space- und Psychedelic-Rock-Band aus Reutlingen.

## Geschichte
Gegründet wurde die Band im April 2008 von Gitarrist Matthias „Hazi“ Wettstein, Schlagzeuger und Sänger Marcus Schnitzler und Bassist Klaus Werz. In ihrer aktuellen Trio-Besetzung mit Ekhard Friedrich „Akee“ Kazmaier am Bass spielt sie seit Mai 2014. In der Frühphase, von Mai 2008 bis Ende 2009 bestand die Band mit Holdi Pape an der Flöte als Quartett.
Das erste musikalische Lebenszeichen war Spacelords, das im Jahr 2010 ebenso im Selbstverlag erschien wie ein Jahr später Dimension 7. Für das Debütalbum unterschrieb die Band bei Sulatron-records und wechselte anschließend zu dem Krefelder Musiklabel Tonzonen Records, wo mit dem live eingespielten Liquid Sun (2016) und Water Planet (2017) bislang zwei Tonträger veröffentlicht wurden. Das 2017er-Album nahm die Band verstärkt um den Gastmusiker Didi Holzner (Keyboard) auf, das Mastering übernahm Eroc.
Über verschiedene Konzerte und Festivals in Deutschland hinaus trat die Band u. a. in Italien beim „Springtime Party“ Open Air in Fordongianus, dem „Cueva Rock live“ in Cagliari und dem „Sound Bonico“ in Piacenza auf.

## Stil
Laut Selbstbeschreibung spielt die Band „instrumentalen Space- / Psychedelic-Rock mit Stoner-, Kraut- und Prog-Rock-Einflüssen“.
Bei der Rezension des Label-Debüts Synapse in der Progressive-Rock-Enzyklopädie Babyblaue Seiten wurde der Stil als Spacerock, wie er „in den 70ern hätte klingen sollen […] mit fetten Riffs, spacigem Geflirre im Hintergrund und gravitätisch federndem Rhythmus“ beschrieben. Gegenüber den ersten beiden Alben im Selbstverlag, die den Hörer „noch in kompakteren Tracks“ mit auf die Reise genommen hatten, ist die Band dabei zu „jamartige[n] Monolithen in Überlänge“ gewechselt, heißt es bei eclipsed.
Das 2017er-Album Water Planet beschrieb der Rezensent von Betreutes Proggen vergleichsweise kompakt mit dem Verweis auf zwei bekannte Namen: Es „wird Spacerock gespielt, wie man sich das Genre vorstellt (man denke an Hawkwind und UFOs frühe Aufnahmen)“. In einer belgischen Rezension wurden zusätzlich noch Einflüsse der Genres Krautrock und Stoner Rock sowie ein Flair von Desert Rock erkannt. Die drei Songs selbst wurden als „fuzzy, psychedelisch und langgezogen“ charakterisiert. Musikreview.de hielt als Fazit fest, dass das Album „souveräner, klischeebeladener und darum gerade für alle Freunde dieser Musik-Sparte so wertvoller Space Rock mit Stoner-, Psychedelic- und Krautrock-Schlagseite“ sei.

## Rezeption
Zum dritten Studioalbum Water Planet urteilte der Rezensent des Rock Hard, dass sich die Band „an der Spitze der nach wir vor ziemlich vitalen deutschen Psychedelic-Szene“ festsetze.

## Diskografie
Alben
- 2010: Spacelords (Selbstverlag)
- 2011: Dimension 7 (Selbstverlag)
- 2014: Synapse (Sulatron-records)
- 2016: Liquid Sun (Tonzonen Records)
- 2017: Water Planet (Tonzonen Records)
- 2020: Space Flowers (Tonzonen Records)[9]
- 2021: Liquid Sun remixed & remastered[10]
- 2021: Unknown Species (Tonzonen Records)[11]
- 2022: Water Planet remixed & remastered[12]
- 2023: nectar of the gods (Tonzonen Records)[13]

Sonstige
- 2013: Live @ Psychedelic Network Festival 2012 (Selbstverlag)
- 2016: The Spacelords Vs Dhvani – Psychedelic Battles – Volume Two (Split mit Dhvani, VE Recordings)
- 2019: On Stage (Tonzonen Records)

Sampler-Beiträge
- 2014: Music From Time And Space Vol. 51 (Eclipsed)
- 2014: New Way Of Krautrock Volume 1 (Tonzonen Records)
- 2017: Music From Time & Space Vol. 66 (Eclipsed)